# Sesamia viettei
Sesamia viettei là một loài bướm đêm trong họ Noctuidae.